# 正则系综
正则系综 (canonical ensemble)是统计力学中系综的一种。它代表了与恒温热库接触而处于热平衡的系统所有可能状态的集合。由于系统可以与热库交换能量，系统可能的微观状态可以具有不同的能量。
正则系综的宏观性质由系统的三个参量决定：热力学温度{\displaystyle T\,}，粒子数{\displaystyle N\,}和体积{\displaystyle V\,}。给定这三个宏观量的系综也被称为{\displaystyle NVT\,}系综。
正则系综中，系统每个微观状态出现的概率{\displaystyle P\,}为：
{\displaystyle P=e^{\frac {F-E}{kT}},}
其中{\displaystyle E\,}是该微观状态的总能量，{\displaystyle k\,}是玻尔兹曼常数。
{\displaystyle F\,}表示体系的自由能，并且在正则系综中为常量。然而对于给定的参数{\displaystyle N\,}，{\displaystyle V\,}，{\displaystyle T\,}，自由能{\displaystyle F\,}及其对应的概率{\displaystyle P\,}是可以改变的。因此，自由能{\displaystyle F\,}有两个作用：第一，它为概率分布提供了归一化因子；第二，系综中许多重要的宏观量可以直接从函数F(N, V, T)中推导出来。
明确了上述概念后，我们可以等价地把概率{\displaystyle P\,}表述为：
{\displaystyle \textstyle P={\frac {1}{Z}}e^{-E/(kT)},}
其中{\displaystyle Z\,}为正则配分函数：
{\displaystyle \textstyle Z=e^{-F/(kT)}}。
在下文中，我们可以看到正则配分函数可以重新表述为对各微观状态权重的求和。
从历史上看，玻尔兹曼于1884年首次在论文中描述了正则系综。后来，吉布斯在1902年对它进行了重新阐述和广泛的研究。

## 性质
- 唯一性：对于一个给定温度的物理系统，对应的正则系综是唯一确定的，它不依赖于坐标、基底或者零点能的选择。[1]
- 统计平衡：因为系综只是系统守恒量的函数（能量），所以即使系统的微观状态是在不断变化的，从宏观上看它还是不随时间演化的。[1]
- 同其它系统处于热平衡：考虑由相同温度正则系综描述的两个系统。将它们进行热接触之后，得到的复合系统也由相同温度的正则系综所描述。[1]
- 最大熵：对于一个给定的力学系统（固定 N, V），在具有相同平均能量⟨E⟩的所有系综当中，正则系综给出的熵是最大的。[1]
- 最小自由能：对于一个给定的力学系统（固定 N, V），当温度T也给定时，正则系综平均给出的亥姆霍兹自由能⟨E + kT log P⟩在所有系综当中是最低的。[1]

## 正则分布的量子表达式[3]
对于一个给定粒子数{\displaystyle N\,}，{\displaystyle V\,}，{\displaystyle T\,}的系统，它处在能量为{\displaystyle E_{s}\,}的状态{\displaystyle s}上的概率为
{\displaystyle \rho _{s}={\frac {1}{Z}}e^{-\beta E_{s}}}，
其中{\displaystyle \beta =1/kT\,}，{\displaystyle Z\,}为系统的配分函数
{\displaystyle Z=\sum _{s}e^{-\beta E_{s}}},
式中的{\displaystyle \sum _{s}\,}表示对系统所有微观状态求和。

## 热力学公式和全微分
- 配分函数的对数就是亥姆霍兹自由能（Helmholtz free energy，符号 {\displaystyle F\,}）
{\displaystyle F=-kT\ln Z\,}。
- 函数F(N, V, T)的偏导数给出了一些重要的物理量:
  - 平均压强[1]
{\displaystyle \langle p\rangle =-{\frac {\partial F}{\partial V}},}
  - 吉布斯熵[1]
{\displaystyle S=-k\langle \log P\rangle =-{\frac {\partial F}{\partial T}},}
  - 偏导数∂F/∂N 近似地与化学势相关，尽管化学平衡的概念并不完全适用于描述小系统的正则系综。
  - 平均能量[1]
{\displaystyle \langle E\rangle =F+ST={\frac {\partial }{\partial \beta }}\beta F}。
- 全微分: 从上述表达式可以看出，对于给定的粒子数N，函数F(V, T)具有全微分形式[1]
{\displaystyle dF=-SdT-\langle p\rangle dV}。
- 热力学第一定律: 把上述关于能量⟨E⟩的表达式代入全微分F，得到与 热力学第一定律相似的表达式：[1]
{\displaystyle d\langle E\rangle =TdS-\langle p\rangle dV}。
- 能量涨落: 正则系综描述中，系统的能量具有不确定性。 能量的方差是[1]
{\displaystyle \langle E^{2}\rangle -\langle E\rangle ^{2}=kT^{2}{\frac {\partial \langle E\rangle }{\partial T}}}。